# Tuc Watkins
Tuc Watkins (Charles Curtis Watkins III) est un acteur américain né le 2 septembre 1966 à Kansas City (Kansas, États-Unis).

## Biographie
Tuc Watkins grandit dans le Kansas puis déménage avec ses parents et sa sœur Courtney dans le Missouri puis l'Indiana. À l'université, il fait des études de communication ainsi que de français, de théâtre et de psychologie. Décidé à devenir acteur, Tuc Watkins joue quelques pièces au théâtre puis s'envole pour Los Angeles afin de travailler pour des productions télévisuelles.
Tuc Watkins est surtout connu pour le rôle de Bob Hunter qu'il tient dans la série Desperate Housewives.

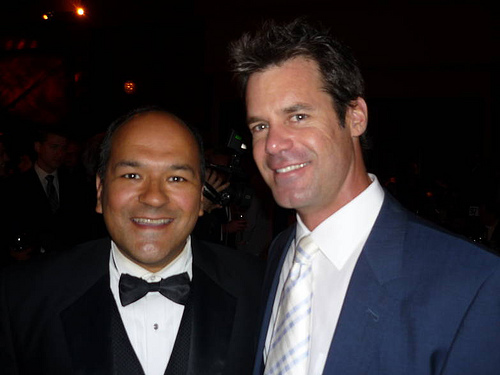
Tuc Watkins aux Prix GLAAD Media de 2008

En avril 2013, il fait son coming out et révèle être le père de jumeaux. Il est en couple avec l'acteur Andrew Rannells.

## Filmographie

### Comme acteur

#### Cinéma
- 1992 : Little Sister de Jimmy Zeilinger : Ted Armstrong
- 1997 : I Think I Do de Brian Sloan : Sterling Scott
- 1998 : The Thin Pink Line de Joe Dietl et Michael Irpino : Ted
- 1999 : Can't Stop Dancing de Stephen David et Ben Zook : Reuben Clairmont
- 1999 : La Momie (The Mummy) de Stephen Sommers : M. Burns
- 2002 : Infested de Josh Olson : Carl
- 2006 : Raisons d'État (The Good Shepherd) de Robert de Niro : l'officier technique du son
- 2009 : Moon Lake Casino de Jason Kennedy (court métrage) : Skipper
- 2016 : Retake de Nick Corporon : Jonathan
- 2020 : The Boys in the Band de Joe Mantello : Hank

#### Téléfilms
- 2000 : Miracle sur la deuxième ligne (Miracle in Lane 2) de Greg Beeman : Bobby Wade
- 2006 : 13 Graves de Dominic Sena : Lawrence
- 2008 : Point View Terrace de Jeff Drake : Freddy Hayes
- 2023 : Hanté par mon mari (Every Breath She Takes) de Darin Scott Southam : Ron Winslow

#### Séries télévisées
- 1990 : Get a Life : Sapphire (saison 1, épisode 2)
- 1990 : Quoi de neuf docteur ? : l'entraîneur (saison 6, épisode 6)
- 1991 : Harry et les Henderson : Marcel (saison 1, épisode 17)
- 1991-1992 : Les Sœurs Reed : Brad (4 épisodes)
- 1992 : Sibs : le serveur (saison 1, épisode 11)
- 1992 : Alerte à Malibu : Gary (saison 2, épisode 21)
- 1992 : Santa Barbara : Reggie (épisode 1.2040)
- 1992 : The Edge (saison 1, épisode 1)
- 1993 : Melrose Place : Tom Brooks (saison 1, épisode 19)
- 1994-2013 : On ne vit qu'une fois : David Vickers Buchanan (principal)
- 1996 : Surfers détectives : Shane Wilson (2 épisodes)
- 1996-1997 : Hôpital central : Pierce Dorman
- 1997 : Les Dessous de Palm Beach : Agent Spécial Sidley (saison 7, épisode 2)
- 1997-1998 : C-16 : Jimmy Rooney (3 épisodes)
- 1999-2001 : Beggars and Choosers : Malcolm Laffley (39 épisodes)
- 2000 : New York Police Blues : Derrick (saison 7, épisode 13)
- 2001 : Associées pour la loi : Sean Santoro (saison 2, épisode 19)
- 2002 : Six Feet Under : Trevor (saison 2, épisode 2)
- 2002 : Les Experts : Marcus Remmick (saison 2, épisode 20)
- 2005 : La Force du destin : David Vickers (2 épisodes)
- 2007 : The Minor Accomplishments of Jackie Woodman : Josh (saison 2, épisode 4)
- 2007 : Cold Case : Affaires classées : Felton Metz en 1938 (saison 5, épisode 7)
- 2007-2012 : Desperate Housewives : Bob Hunter (42 épisodes)
- 2012 : The Glades : Dr Brett Denning (saison 3, épisode 6)
- 2012 : Franklin and Bash : Lance Dillon (saison 2, épisode 5)
- 2012 : Baby Daddy : Hank (saison 1, épisode 6)
- 2012-2014 : Parks and Recreation : Pistol Pete (3 épisodes)
- 2012-2015 : Where the Bears are : Dickie Calloway (13 épisodes)
- 2013 : Maron : Jerry (saison 1, épisode 1)
- 2013 : Warehouse 13 : Nate (saison 4, épisode 15)
- 2013 : Suzy F*** Homemaking : Lui-même
- 2013 : Anger Management : Jeff (saison 2, épisode 40)
- 2013 : Bob's Burgers (série d'animation) : le boucher (saison 4, épisode 5)
- 2014 : Awkward : Joe Miller (4 épisodes)
- 2015 : Major Crimes : Juge Stephen Schaeffer (2 épisodes)
- 2015 : Tim & Eric Bedtime Stories : le patron (saison 1, épisode 9)
- 2016 : Telenovela : le gars du date d'Ana (saison 1, épisode 4)
- 2016 : Castle : Roger Masters (saison 8, épisode 10)
- 2016 : Philadelphia : Scott (saison 11, épisode 9)
- 2016 : Ballers : Jim (saison 2, épisode 2)
- 2017 : Eastsiders : Patrick (saison 3, épisode 6)
- 2020-2021 : Black Monday : Député Roger Harris (7 épisodes)
- 2021 : The Other Two : Troy (2 épisodes)
- 2022 : Uncoupled : Colin McKenna (4 épisodes)
- 2022 : The Sex Lives of College Girls : le père d'Eric (saison 2, épisode 7)
- 2022-2023 : The Great North : Plusieurs personnages (5 épisodes)
- 2024 : Esprits criminels (série) : Frank Church (2 épisodes)

### Comme producteur
- 2008 : Point View Terrace de Jeff Drake (téléfilm)